# 吉本元輔
吉本 元輔（よしもと もとすけ、1903年11月20日 - 没年不詳）は、日本の実業家。日本ダイナースクラブ（現・三井住友トラストクラブ）元会長・社長、日本交通公社元理事。

## 人物・経歴
東京出身。1927年、立教大学商学部（現・経済学部、経営学部）卒業。
大学卒業後、日本交通公社へ入社。1946年2月、初代社員組合長に就任。1949年、日本交通公社は、国鉄手数料停止という非常事態に直面したが、打開策の一つとして本社機能の再構築が行なわれ、新たに旅行課、海運課、審査課からなる「旅行部」が設置され、初代部長に就任。国内旅行営業推進の中核としての職務を担った。
その後、同社理事に就任。
1960年、財団法人日本交通公社および富士銀行等の出資によって日本で最初の多目的クレジットカード会社として株式会社日本ダイナースクラブ（後のシティカードジャパン株式会社、現・三井住友トラストクラブ株式会社）が設立され、社長に就任。
その後、同社会長に就任し、1969年5月、日本ダイナースクラブ会長を退任。
母校である立教大学の校友会副会長も務め、校友会館「セントポールズ会館」の建設準備に着手するなど、校友会の発展に尽力した。また、立教観光クラブの初代会長も務めた。